# 후안 가라이사발

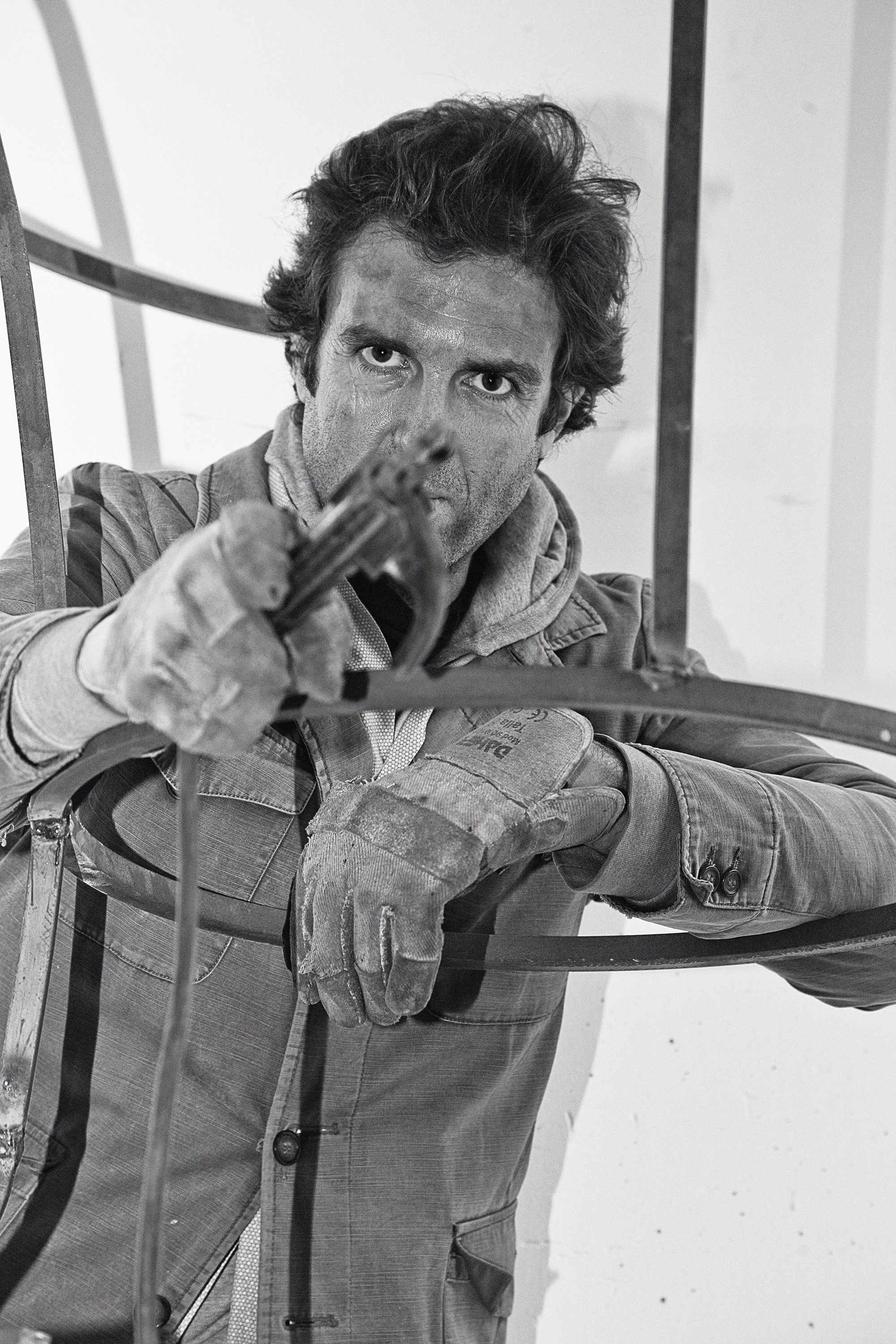
2018

후안 가라이사발(1971년 마드리드 출생)은 예술가, 조소가(彫塑家) 이자 동판(석판)조각가이다. 다양한 분야에서 활동 중인 이 예술가는 또한 그림, 영상, 조명, 음향 분야에서도 활발히 활동 중이다.  그는 공개적이고 화려한 설치예술로 국제적인 명성이 있다. 그의 개인적인 프로젝트 „Memorias Urbanas“(도시의 기억) 조소적 구조물과 그의 개인 프로젝트 "Memorias Urbanas는" 건축적으로는 이미 사라진 요소를 조형물과 빛으로 구현하고 그것을 역사적으로 중요한 대도시에 세웠다.
후안 가라이사발은 1971년 마드리드에서 태어났다. 

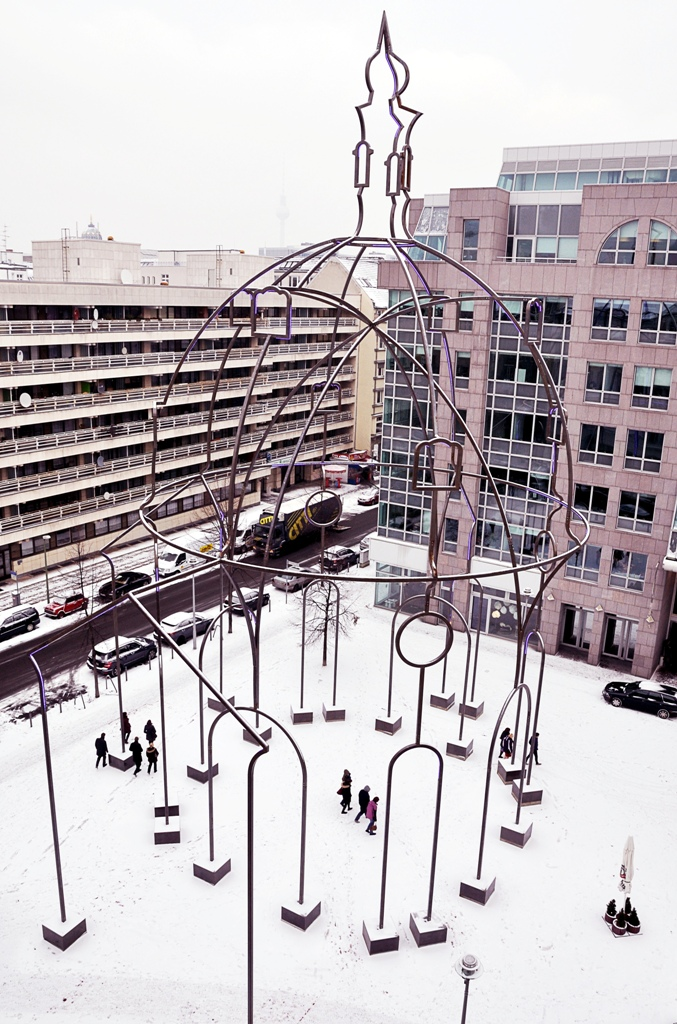

## 작품 생애
후안 가라이사발은 마드리드의 IB67에서 미술을 공부하고 프랑스에 있는 랭스, CESEM에서 고등교육을 이수했다. 그는 그곳에서 교육받을 초기에는 방과 작업장 안 조화를 이루는 형태의 작품을 만들었다.
당시 그는 다양한 소재를 가지고 경험을 쌓았다. 그는 현재 공공장소에서 어떤 주제를 지닌 참여로써 베를린, 마드리드에서 작품활동을 하고 있다. 그는 그 자신의 자신의 대부분의 작품은 그의 손으로 직접 완성한다. 그는 철과 금속기술, 조명, 목재, 벽돌, 플라스틱을 사용한다.

## 후안 가라이사발의 작품 목록

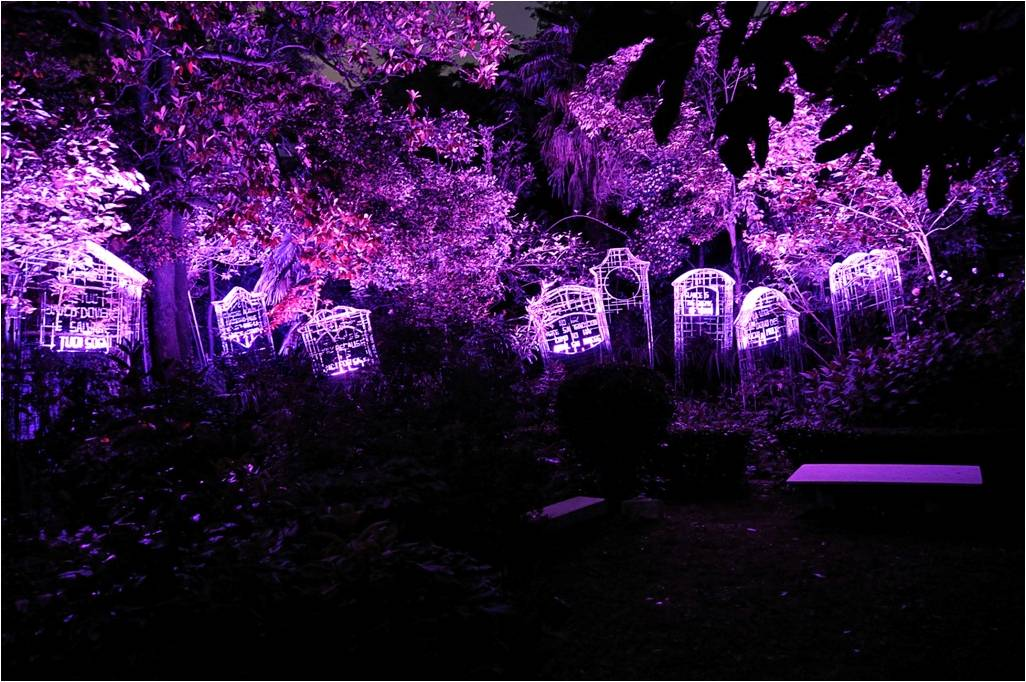
Juan Garaizabal Memoria 델 지아르디노

- 2006: 꽃들의 숲, 발렌시아, 스페인
- 2007: Momoria Urbana Bukarest, Uranus Area, Noaptea Alba, 루마니아
- 2011: Archives Stairway, 미국 코네티컷
- 2012: Momoria Urbana, 독일 베를린 (베들레헴 교회를 위한 기념물, 베를린-미테 지역)
- 2013: Erinnerung an Giardino, 이탈리아 베니스
- 2016: Memoria Urbana Berlin in Godaedo 대한민국 충남 보령시 오천면 고대도 도시의 기억, 베를린#충남 보령시 고대도에 세워진 《도시의 기억 베를린》
- 2018:  Memoria Urbana Segovia, 헤이 페스티벌
- 2020: Piedra Sobre Piedra, 톨레도, 스페인
- 2020: Ever Time Gate, 상하이, 중국
- 2021: Four Monumental Sculptures, 파리, 프랑스
- 2021: Fondation Prince Albert, 모나코
- 2021: Biennale de Sculpture, 생폴드방스, 프랑스
- 2023: Ever Time Balcony, 상하이, 중국
- 2024: La Memoria del Vidrio, 발렌시아, 스페인
- 2024: Land of Dilmun and Door of Dilmun, 마나마, 바레인
- 2025: Memoria Urbana: Les Bains Napoléon, 비아리츠, 프랑스

## 삶
가라이사발은 1998년부터 2007년까지 마드리드의 서로 다를 지역을 거쳐 아프리카 대륙의 케이프타운에 도착하였다.  그 기간 동안 그는 베를린과 마드리드에서 거주하며 작업했고, 다른 프로젝트의 임시적인 작품활동을 했다.   그는 두 딸의 아버지이다.